# El perdedor
"El Perdedor" é uma canção do artista musical colombiano Maluma, tirada do álbum de estúdio Pretty Boy, Dirty Boy (2015). Sony Music Latin lançou-o como o terceiro single do álbum em 9 de fevereiro de 2016, seguindo a demanda do fã. Foi escrito por JY (El De La J) e Maluma ao lado de Kevin Mauricio Jiménez, Bryan Snaider Lezcano Chaverra e Miky la Sensa. Duas versões remix estavam disponíveis para compra; um com o cantor porto-riquenho Yandel e o outro e a versão EDM. Comercialmente, a canção foi bem sucedida em países da América Latina que superaram as paradas na Colômbia e no México. Ele também entrou no top dez de várias paradas do Billboard Latin, incluindo o número cinco nas principais Hot Latin Songs.
Um videoclipe dirigido por Jessy Térrero foi filmado em Los Angeles e estreou em 22 de abril de 2016. Ele deveria ilustrar o racismo da polícia dos EUA em relação a pessoas de ascendência latina, um conceito visto no qual Maluma é preso por causa de um relacionamento proibido com uma filha do policial americano. O clipe recebeu elogios pelos tópicos que analisou e as habilidades de atuação de Maluma. Para continuar promovendo a música, Maluma tocou sua vida durante as paradas de sua turnê em apoio a Pretty Boy, Dirty Boy e Premios Juventud de 2016.

## Antecedentes e lançamento
"El Perdedor" foi selecionado como o terceiro single do Pretty Boy, Dirty Boy (2015), devido à alta demanda dos fãs de Maluma nas mídias sociais. Foi enviado para estações de rádio em 9 de fevereiro de 2016. "El Perdedor" é musicalmente completo com batidas de reggaeton e um som tropical sobre o qual Maluma canta sobre desonesto e sua necessidade de reconciliar com a antiga namorada. Ele muda os estilos vocais de cantar para bater em toda a música. Lucas Villa da AXS elogiou as habilidades vocais de Maluma preenchidas com "swagger" e acrescentou "não há dúvidas de que ele está ganhando muitos corações com este novo lançamento". Em 24 de junho de 2016, uma versão remixada de "El Perdedor" com o cantor porto-riquenho Yandel estava disponível para download digital. Maluma lançou uma versão EDM da música em 15 de julho de 2016. A música foi disponibilizada para compra na iTunes Store no mesmo dia. Falando sobre a versão, Maluma explicou: "A versão original de 'El perdedor' foi feita com muito amor, mas fiz essa música EDM porque em um nível musical, estou tentando experimentar e ver o que é o futuro da música. Estou tentando entrar no mercado americano, mas ainda cantando em espanhol".

## Desempenho comercial
"El Perdedor" saltou da posição de sete para o topo do mapa mexicano Monitor Latino para a semana de 14 de março. Na Colômbia, "El Perdedor" subiu ao topo do quadro de singles onde ficou por várias semanas.

## Videoclipe
Um videoclipe para a música, dirigido por Jessy Terrero, foi filmado em vários locais em Los Angeles no final de março de 2016. Para promover o clipe, Maluma publicou inúmeros vídeos de cenas de fãs que responderam o telefone com letra inicial de "El Perdedor" no perfil de Instagram antes do lançamento. Ele também postou várias fotos da filmagem. Dias que levaram ao lançamento do videoclipe, filmando que ele foi violentamente preso pela polícia surgiu on-line; rapidamente se tornou viral e não foi revelado quais foram os motivos da prisão. Maluma lançou uma declaração em vídeo para seus fãs sobre a situação, dizendo:

Obrigada por se preocupar comigo. Quero deixar todos vocês saberem que estou bem. As coisas não chegaram muito longe neste caso. Eu sei que isso é uma situação alarmante, mas eu quero que todos sejam pacientes, e vou falar sobre isso na sexta-feira. Estou avançando com a minha vida e nesta sexta-feira, vou dar tantas declarações quanto eu tenho sobre o assunto. Enviando-lhe muitos abraços e beijos, e obrigado por estarem preocupados comigo. Eu amo você."

Mais tarde, revelou-se que a prisão fazia parte do próprio vídeo e serviu de promoção. O clipe estreou na conta oficial do Vevo de Maluma em 22 de abril de 2016. Após seu lançamento, Maluma esclareceu que era para mostrar o racismo e a discriminação da polícia dos EUA para pessoas de ascendência latina que vivem no país. Ele também o chamou de "situação preocupante" e acrescentou que "mostra porque precisamos estar unidos agora mais do que nunca". Um enredo semelhante está presente no vídeo; Maluma é preso devido a um relacionamento com a filha de um policial americano que se opõe fortemente contra ele. A namorada de Maluma no clipe é interpretada pela modelo Angelique Cooper. No início, ele aparece caminhando pela rua quando um carro de polícia o detê e um oficial ameaça que ele pare de "mexer" com sua filha. À medida que o vídeo prossegue, Maluma é visto em conjunto com Cooper em várias cenas de amor, mantendo o relacionamento secreto. No entanto, ele a observa de longe e percebe que está em um relacionamento com outro homem. No final, Maluma confronta o namorado e é preso pela polícia. O vídeo termina com o par se beijando e uma citação em espanhol segue traduzindo para "A raça, a cor, a religião, o gênero, nem a classe social devem ser um obstáculo para o amor. Latinos Unidos". Jessica Lucia Roiz de Latin Times considera a citação como uma "mensagem maravilhosa". Um escritor para Los 40 achou que o clipe foi lançado em um momento delicado e justo para a luta contra a discriminação dos hispânicos nos EUA. O escritor de PopSugar, Macy Daniela Martin, foi muito positivo em relação às habilidades de atuação de Maluma e à história do vídeo. Ela chamou de "basicamente um curta-metragem completo, com todos as cenas de ação e definição arrojada que você pode manipular em menos de cinco minutos". Lucas Villa da AXS escreveu que o enredo do vídeo era "cinematográfico".
Até de agosto de 2017, o vídeo recebeu mais de 1,0 bilhões de visualizações no YouTube.

## Recepção e indicações
"El Perdedor" foi nomeado para o Premio Lo Nuestro de Canção Urbana do Ano, que perdeu para "Hasta el Amanecer" pelo artista americano Nicky Jam.

## Performances ao vivo
"El Perdedor" foi realizado por Maluma em vários concertos ao longo de 2016 como parte da set list de sua turnê na promoção de Pretty Boy, Dirty Boy. O jornalista do Las Vegas Sun Chris Kudialis, em revisão de um show em Las Vegas, informou que a música "manteve a multidão engajada". Em 14 de julho de 2016, Maluma cantou uma versão remix de hip hop da música no Premios Juventud. A cena foi construída para emular as ruas da cidade de New Yory dos anos 1980 e Maluma apareceu dançando acompanhada por um grupo de dançarinos masculinos; mais tarde, outro grupo de dançarinas femininas apareceu durante o qual os dois grupos tiveram uma dança fora. Um escritor da Univision o elogiou por seus "movimentos irresistíveis" enquanto outro do HSB Noticias notou que conseguiu fazer um "show inesquecível" com seu estilo urbano e "movimentos sexy".